# Oregoni Állami Egyetem Mérnöki Főiskola
Az Oregoni Állami Egyetem Mérnöki Főiskolája az Amerikai Egyesült Államok Oregon államának Corvallis városában működik. 2023-as hallgatói létszáma alapján az egyetem legnagyobb szervezeti egysége és az ország hetedik legnagyobb mérnöki iskolája.
Megalapítása óta több mint harmincötezer diplomát bocsátottak ki.

## Története
Az egyetem első mérnökoktatója 1889-ben Grant Adelbert Covell lett, aki ugyanezen évben megalapította a Gépészmérnöki Tanszéket és közbenjárására felépült a mérnöki épület. Építőmérnöki diplomát már az 1870-es évektől is kibocsátottak, de akkor még nem a mérnöki iskola által. Az első képzések a villamos-, bánya- és építőmérnöki voltak. Az épület leégett, de 1920-ban Apperson néven újjáépítették. 1908-ban felvette az OSU Mérnöki Intézet nevet, első dékánja Covell volt.
Az OSU lett az állam első minden jelentős mérnöki szakot indító intézménye, és 1914-ben a felsőoktatási bizottság hivatalosan is Oregon mérnökegyetemévé nyilvánította. 1932-ban vegyészmérnöki, 1943-ban iparmérnöki, 1968-ban nukleáris, 1974-ben pedig számítástudományi képzés indult.
1955-ben Robert Oppenheimer két nukleáris fizikai előadást tartott; ennek hatására a Washingtoni Egyetem vendégkurzusait visszamondta, mivel John Edgar Hoover szerint együttműködött a kommunistákkal.
2008-ban az Apperson épületet felújították és Kearney-re nevezték át.

### Bővítés
A 2006-ban átadott Kelley Engineering Centerben a villamosmérnöki és számítástudományi, a 2008-ban kibővített Kearney épületben pedig az építő- és építészmérnöki képzések folynak. A kétszázmillió dollár értékű szuperszámítógépes központ megépítésére Huang Zsen-hszün és felesége, Lori ötvenmillió dollárt adományoztak.
A 2023-ban átadott Johnson épületben a bio-, környezet- és vegyészmérnöki képzések folynak; névadói Peter Johnson és felesége, Rosalie, akik hétmilliót adományoztak.

## Szervezeti felépítés
- Gépész-, Ipar- és Gyártásmérnöki Intézet
- Építő- és Építészmérnöki Intézet
- Villamosmérnöki és Számítástudományi Intézet
- Vegyész-, Bio- és Környezetmérnöki Intézet
- Nukleáris Tudományok és Mérnöki Intézet

## Kutatás

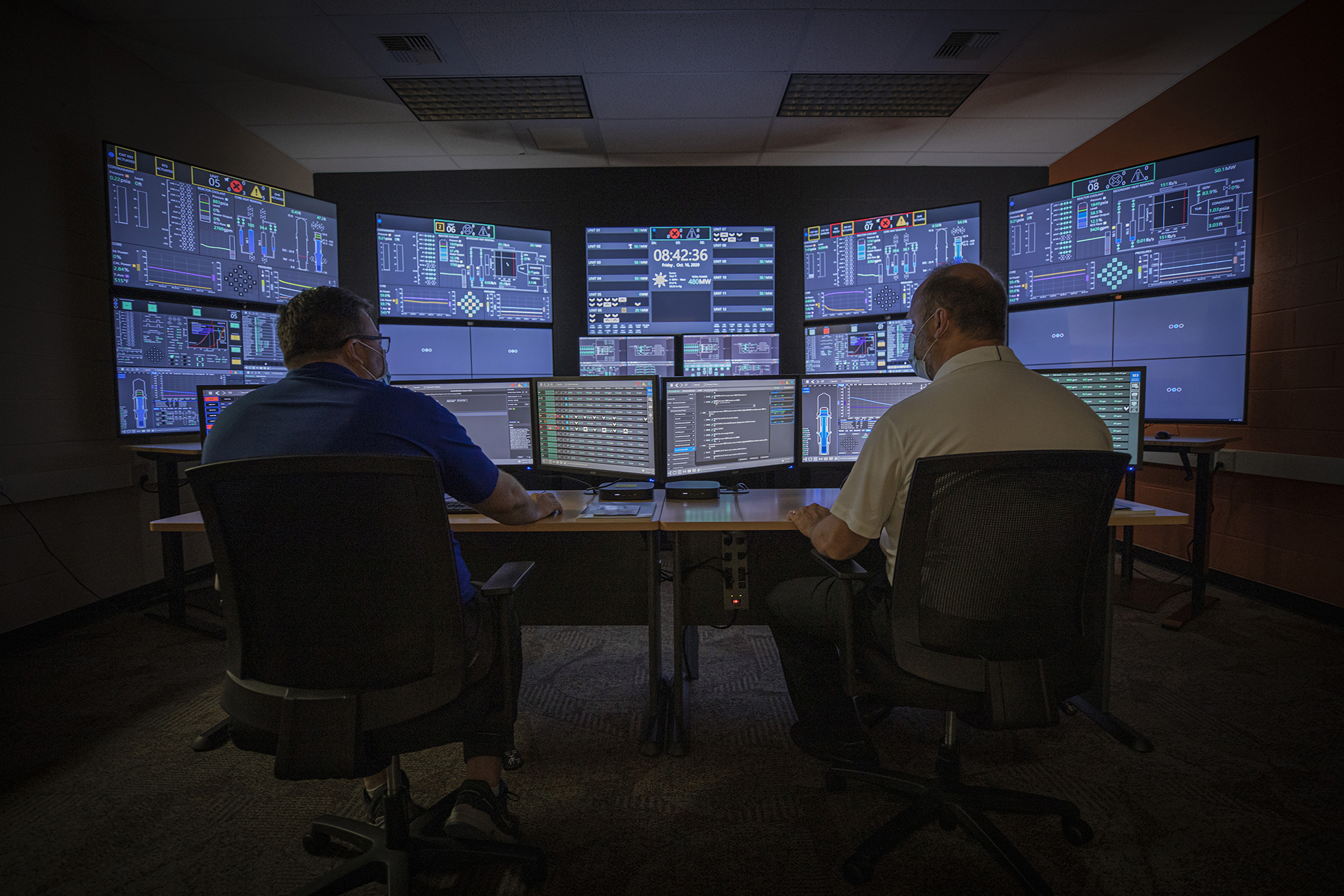
E2 SMR-szimulátor

2007-ben az intézmény kutatói alkották meg a világ első kis méretű moduláris reaktorát (SMR), amit a NuScale Power moduljának prototípusához és a VOYGR erőműveikben használtak fel. Az USA-ban a NuScale-é az egyetlen engedélyezett SMR. A modulok különálló épületek ellátásához alkalmasak; teljesítményük 50 MW, a VOYGR erőművek hat SMR-ből (összesen 300 MW) állnak. A fejlesztő célja, hogy a nukleáris szabályozási bizottság engedélyezze a 12×77 megawattos összeállítást is (összesen 924 MW).

## Létszám és költségvetés
2022 őszén 9800 hallgatója és 122 oktatója volt, utóbbiak részidőben kutatási tevékenységet is végeznek. A 2022–23-as pénzügyi évben költségvetése 128,2 millió dollár volt, melyből 64,6 támogatásokból, 19,4 pedig magánadományokból származott. Az évben az OSU bocsátotta ki a legtöbb számítástudományi diplomát.

## Nevezetes személyek

### Hallgatók
- Ada-Rhodes Short, gépészmérnök, transzjogi aktivista[13]
- Bert Sperling, író, városkutató[14]
- Conde McCullough, hídmérnök[15]
- Dick Fosbury, a Fosbury-ugrás kitalálója, olimpikon atléta[16]
- Donald Pettit, űrhajós[17]
- Douglas Engelbart, a számítógépes egér feltalálója[18]
- Earl A. Thompson, építész[19]
- Frederick Steiwer, szenátor[20]
- Glenn Jackson, az Oregoni Közlekedési Bizottság elnöke[21]
- Glenn Odekirk, repülőmérnök[22]
- George Bruns, zeneszerző[23]
- Holly Cornell, a CH2M környezetmérnöki cég társalapítója[24]
- Huang Zsen-hszün, az Nvidia társalapítója[25]
- Hüsnü Özyeğin, a Finansbank alapítója, Törökország egyik legsikeresebb bankára[26]
- James Howland, a CH2M társalapítója[27]
- James K. Weatherford, ügyvéd[28]
- John A. Young, a Hewlett-Packard vezérigazgatója[23]
- Linus Pauling, vegyészmérnök és békeaktivista[29]
- Lee Arden Thomas, építész[30]
- Marion Eugene Carl, pilóta[23]
- Milton Harris, a Harris Research Laboratories (ma Gillette) alapítója[31]
- Paul Hugh Emmett, vegyészmérnök[32]
- Peter Gassner, a Veeva Systems társalapítója[33]
- Richard D. Braatz, irányítástechnikai kutató[34]
- Roger Nichols, Grammy-díjas hangmérnök[35]
- Stephen O. Rice, az információelmélet úttörője[36]
- Timothy S. Leatherman, a Leatherman szerszámmárka alapítója[37]
- Thomas Burke Hayes, a CH2M társalapítója[38]
- Thomas J. Autzen, villamosmérnök[39]
- William Oefelein, űrhajós[40]
- William Tebeau, a főiskola első afroamerikai férfi diplomása[41]

### Oktató
- Octave Levenspiel, vegyészmérnök[42]

## Fordítás
- Ez a szócikk részben vagy egészben  az   Oregon State University College of Engineering című angol Wikipédia-szócikk ezen változatának fordításán alapul.  Az eredeti cikk szerkesztőit annak laptörténete sorolja fel. Ez a jelzés csupán a megfogalmazás eredetét és a szerzői jogokat jelzi, nem szolgál a cikkben szereplő információk forrásmegjelöléseként.